# NGC 6368
NGC 6368 ist eine Spiralgalaxie vom Hubble-Typ Sb im Sternbild Schlangenträger und etwa 129 Millionen Lichtjahre von der Milchstraße entfernt.
Sie wurde am 9. Juli 1863 von Albert Marth entdeckt.